# Szahin Deż
Szahin Deż (perski: شاهين دژ) – miasto w Iranie, w ostanie Azerbejdżan Zachodni. W 2006 roku miasto liczyło 34 204 mieszkańców w 8671 rodzinach.